# Poa rangkulensis
Poa rangkulensis är en gräsart som beskrevs av Pavel Nikolaevich Ovczinnikov och Anna Prokofevna Czukavina. Poa rangkulensis ingår i släktet gröen, och familjen gräs. Inga underarter finns listade i Catalogue of Life.